# Cb2bib
'{\displaystyle \mathbf {C} \!{}_{\mathbf {\displaystyle b} }\!\mathbf {2} }'{\displaystyle \mathbf {B} \!{}_{\mathbf {\displaystyle i} }\!\mathbf {b} } (простим текстом Cb2Bib — ClipBoard To BibTeX — З Буферу Обміну в BibTeX) — проста програма з відкритим сирцевим кодом — засіб для швидкого та зручного створення BibTeX- бібліографії з документу, clipboard, мейлу, вебсторінки та PDF файлів. Створена бібліографія в форматі BibTeX має прямі посилання у своєму броузері до локального файлу, якщо такий є. Цю програму можна назвати WYSIWYM-редактором BibTeX-у.

## Можливості програми
- Багатоплатформність: підтримує GNU/Linux, Mac OS та Windows.
- Створення BibTeX бібліографії.
- Сканування та автоматичне витягування бібліографічної інформації з pdf, web, mail, clipboard (використовує цікавий механізм автозаповнення бібліографічної інформації по «маскам» відомих журналів (які використовують однакове оформлення для всіх статей, а отже, і однаковий стиль форматування та розміщення бібліографічної інформації в статті). Можливе користувацьке створення файлів-образів («масок») для сканування).
- Робота з LyX-ом.
- Зручний бібліографічний браузер, що має пряме посилання на цитовані файли.
- Найзручніше «ручне» заповнення бібліографічної форми дійсно «на льоту» (завдяки спливаючому під час виділення фрагменту тексту меню, в якому користувач вказує тип виділеного тексту (заголовок, автор/и, журнал, рік, номер, інше).
- Пошук за «матеріалами статті» (назва, автор, інше) в інтернеті з використанням будь-якого пошукового двигуна (Google наприклад).
- Можливість прямого редагування BibTeX розмітки.
- User friendly- інтерфейс створений за KISS-принципом ;)(Keep It Simple Stuped!- Тримай Це Простішим Йолопе!).
- Пошук по базі (фільтр).

## Розширення
1. Сумісне використання з KBibTeX-ом — розширюються можливості програми. як менеджера бібліографії. B такому поєднанні Cb2Bib — стає найзручнішим засобом для створення бібліографії, в той час KBibTeX використовується для відображення створеної бібліографії та зручнішої навігації по ній.
2. В головному репозиторії LaTeX (CTANза такою адресою http://www.ctan.org/tex-archive/biblio/bibtex/contrib/gost/ [Архівовано 31 травня 2008 у Wayback Machine.]), що присвячений форматуванню бібліографії по ГОСТам…
3. Бібліографічний менеджер Bib-it має такий засіб з GUI (тобто графічним інтерфейсом користувача, як хвастають на сайті розробники — вони перші хто це зробив) створення «стильових» (знову таки ГОСТи) файлів .bst які далі використовуються в LaTeXі для форматування списку бібліографії вказаним в файлі стилем (лапки де треба, нариси шрифтів, розмітка, інше).
4. І само собою, ніхто не забуває про сумісне використання з LyXом, адже не бачу іншого сенсу створення бібліографії, як не її втілення в тіло документа. Створюючи документ, в нього вставляється бібліографічна база… під час написання тексту визивається список бібліографій, з якого вибирається потрібне посилання (по ключам BibTeXу. Нумерацію і впорядкування при цьому виконує автоматично LyX.
5. Також можна використовувати створену бібліографію в MS Office, з використанням спеціального скрипту (BibTex4Word), який дозволяє вставляти бібліографічні посилання з бази, а також створює в вказаному місці документу список посилань, оформлюючи його згідно з обраним стилем (при цьому використовується пакет BibTeX-у). Скрипт вбудовується в вікно програми власною панеллю (детальніше див. на сайті  [Архівовано 21 березня 2009 у Wayback Machine.]. Само собою, що MS Office також має засоби для створення структурованих документів з можливістю вказання глав, підглав, створення індексу, змісту, переліку фігур, таблиць інш. та їх автоматичної нумерації. Правда ці можливості присутні не настільки інтуїтивно, як в LyX, але дають змогу контролювати остаточний вигляд документа, не вивчаючи спеціальну програмну мову, як це відбувається в LaTeX.